# Estarvielle
 Estarvielle es una población y comuna francesa, situada en la región de Mediodía-Pirineos, departamento de Altos Pirineos, en el distrito de Bagnères-de-Bigorre y cantón de Bordères-Louron.
La ciudad se encuentra en Bigorra en Pays d'Aure en el valle de Louron.

## Demografía
| 34 | 41 | 40 | 39 | 35 | 29 | 29 |
| Para los censos de 1962 a 1999 la población legal corresponde a la población sin duplicidades (Fuente: INSEE [Consultar]) |    |    |    |    |    |    |